# Burgassjön

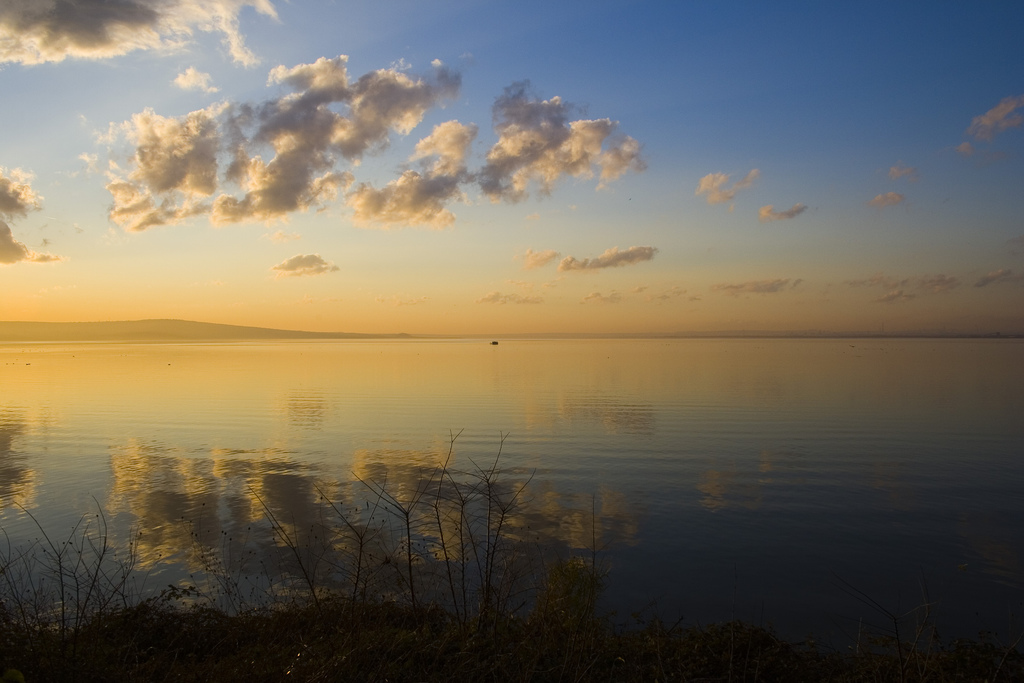
Burgassjön

Burgassjön (bulgariska: Бургаско езеро, Burgasko ezero) eller Vajasjön (езеро Вая, ezero Vaja), belägen nära Svarta havet väster om staden Burgas, är Bulgariens största naturliga sjö, 27,6 kvadratkilometer stor.
Sjön har låg salthalt (omkring 4–11 ‰) och har ett rikt djurliv, med 23 fiskarter, 60 arter ryggradslösa djur och 254 fågelarter.
Burgassjön var tidigare ekonomiskt viktig som fiskproducerande sjö, men förlorade denna betydelse då en kemisk fabrik byggdes nära sjön. På senare år har dock sjöns miljö förbättrats och antalet djurarter ökat.